# Escuela Los Avellanos F-517
La Escuela Los Avellanos F-517 (también conocida como Escuela Municipal Los Avellanos o simplemente Escuela Los Avellanos) es una institución educacional de la ciudad de Temuco, Chile. Se ubica en Armando Jobet 0201, sector Las Quilas. Además, posee instalaciones en Los Avellanos 1612.
En el Simce 2009, obtuvo 297 puntos en la evaluación de Lenguaje y 282 en Matemáticas, consiguiendo el primer lugar de las escuelas municipales de Temuco.